# أليسون بريتون
أليسون بريتون (بالإنجليزية: Alison Britton)‏ هي خزافة بريطانية، ولدت في 4 مايو 1948 في هارو ‏ في المملكة المتحدة.